# Battellino
Nella marina militare questo termine viene usato ad indicare un'imbarcazione di piccole dimensioni, generalmente a remi o dotata di motore fuoribordo. In passato il battellino era anche a vela, ma oggi non si usa più se non in alcune scuole militari e accademie navali. 
Viene solitamente usato per sbarcare quando la nave viene ancorata fuori dal porto o comunque non in prossimità di un molo, o per recuperare chi fosse caduto fuori bordo. 
Esistono battellini, generalmente in vetroresina o materiali plastici rigidi, dotati di motori fuoribordo, che vengono usati dagli incursori.